# Миликић
Миликић је старо српско презиме пореклом из Лијеве Ријеке, од племена Васојевића, али их има и у Далмацији.
По историјским предањима Вукан Немањић је имао сина Костадина, Костадин Васоја, Васоје Стефана, Стефан опет Костадина, а Костадин Васа који се иселио у данашњу Лијеву Реку. Васо је имао презиме Васојевић као породично, и три сина: Раја, Новака и (Миомана) Мија. Пра пра предак Миликића, Новак имао је синове: Никеча, Речка и Вуксана. Никеч имао синове Маринка и Богдана. Од Маринка настаје фамилија Миликић са другим огранцима .
Манастир „Добриловина“ у својој књизи бележи прилог који је даривао (писао) кнез Милика из Бијелог Потока 1609. године, одакле је и ћерка кнеза Николе Миликића, чувена Пава по којој Павино Поље добија име .
Породична слава Миликића је Аранђеловдан или Свети Сава. 
Градови које насељавају Миликићи доласком у Србију су: Сјеница, Пријепоље, Нова Варош, Прокупље и многа друга. 
Места занимљива за генеологију Миликића су: Лијева Ријека, Павино Поље, Слацко, Гоње и Крстац (Сјеница), Бискупићи и Копривна (Пријепоље), Југовац (Прокупље), Рудно (Краљево), Слатина и Пријевор (Чачак), Мала Врбница (Брус), Суви До (Блаце), Кричке (Дрниш).